# 1 Pułk Ułanów (LWP)
1 pułk ułanów – oddział kawalerii Wojska Polskiego.

## Charakterystyka
Sformowany po zakończeniu wojny na mocy rozkazu Naczelnego Dowódcy WP nr 0122 z 15 maja 1945.
Do pułku wcielono żołnierzy rozwiązanych plutonów konnych zwiadowców pułków piechoty 1 Armii WP.
Pierwszym stałym garnizonem było Sławno. W 1946 został przeniesiony do Garwolina.
Proporczyk  na lance i na mundur amarantowo-biały.

## Dowódcy pułku
- mjr  Walerian Bogdanowicz (15 maja 1945 – 5 czerwca 1946)
- mjr Piotr Kędzierski (5 czerwca 1946 do rozformowania)

## Sztandar
Własnego sztandaru pułk nie miał. Podczas postoju w Garwolinie przechowywał sztandar 1 Warszawskiej Dywizji Kawalerii i używał go w trakcie oficjalnych wystąpień w których uczestniczył jako reprezentacja dywizji.